# Cavetown (Musiker)
Robin Daniel Skinner (* 15. Dezember 1998 in Oxford, England), bekannt als Cavetown, ist ein britischer Musiker und Songwriter aus Cambridge. Er hat eine große Fangemeinde in den sozialen Medien und auf YouTube.

## Karriere
Als Teenager begann Robin, seine eigenen Songs aufzunehmen und sie auf YouTube hochzuladen, und so begann seine Karriere. Seine Songs, die er in seinem Schlafzimmer produzierte, zeichnen sich durch persönliche Texte, einprägsame Melodien und geradlinige Arrangements aus. Über das Internet gewann er schnell eine beträchtliche Fangemeinde und wurde zu einer Schlüsselfigur im Schlafzimmer-Pop-Subgenre.
2015 erschien sein Debütalbum Cavetown in Eigenregie. Weitere Alben und EPs wie Lemon Boy (2018), Animal Kingdom (2020) und Man’s Best Friend (2021) wurden in den Folgejahren veröffentlicht. Sein Musikstil hat sich im Laufe der Zeit entwickelt und verbindet nun Elemente aus Alternative Rock und Indie Pop.
Sire Records, ein Major-Label, hat Cavetown 2019 unter Vertrag genommen. Im Juni 2024 gab Cavetown auf Bandcamp bekannt, dass der Vertrag inzwischen aufgekündigt worden sei.

## Privatleben
Cavetown identifiziert sich als auf dem aromantischen und asexuellen Spektrum. Im September 2020 outete er sich als transgender. Im Englischen beansprucht er das Pronomen "he" (er) sowie das geschlechtsneutrale Pronomen "they" (im Deutschen unübersetzbar).

## Diskografie

### Alben
- 2015: Cavetown
- 2016: Everything Is Made of Stars
- 2017: 16/04/16
- 2018: Lemon Boy
- 2019: Sleepyhead
- 2020: Animal Kingdom
- 2021: Man’s Best Friend
- 2022: worm food

### Singles
- 2015: Devil Town (UK: Silber, US: Platin)[8]
- 2015: This Is Home (UK: Silber, US: Platin)
- 2018: Lemon Boy (US: Platin)
- 2018: Fool (US: Platin)
- 2018: Talk to Me (US: Gold)
- 2019: Home (US: Gold)
- 2019: Boys Will Be Bugs (UK: Silber, US: Platin)
- 2019: Juliet (UK: Silber, US: Platin)